# 마운틴보딩
마운틴보딩(Mountainboarding)은 스노우보드 모양의 보드에 타이어를 갖췄으며, 육상에서 미끄러질 수 있도록 만든 보드를 이용한 스포츠이다.

## 같이 보기
- 카이트서핑